# 에리히 레더
에리히 요한 알베르트 레더(독일어: Erich Johann Albert Raeder, 1876년 4월 24일 ~ 1960년 11월 6일)는 독일의 해군 제독이다.
제1차 세계 대전에서는 유틀란트 해전 등 주요 해전에 참여하였고, 전간기에는 해군의 재건에 힘써 제2차 세계 대전에서 해군 총사령관으로서 독일 해군을 지휘하였다. 최종 계급은 대제독(해군 원수)이며, 기사십자 철십자장을 최초로 수상한 바 있다.

## 초기 이력
레더는 독일 제국의 프로이센의 중산층가정에서 태어났다. 아버지는 교장이었다. 1894년  독일 제국 해군(Kaiserliche Marine)에 들어갔고 빠른 승진을 하였다. 1912년에는 "프란츠 폰 히퍼" 함의 참모장이 되었다. 이후 제1차 세계대전 이 발발하자 이 직위로 유틀란트 해전 등 여러 전투에 참가하였다.
전쟁 이후, 레더는 해군에 남아 계속 승진하여 1922년에 1922년 해군 소장, 1925년 해군 중장이 되었다. 1928년에 해군 대장이 되었고, 바이마르 공화국의 국가해군의 최고사령관이 되었다.

## 독일 해군의 재건
그는 대체로 나치당을 싫어하였지만, 히틀러의 해군 재건계획은 열렬히 지지하였다.  1936년 4월 20일 히틀러는 그를 상급제독(Generaladmiral)으로 임명하였다. 그는 해군과 공군의 재건 우선순위를 둘러싸고, 공군을 맡고 있던 괴링과 항상 대립 관계에 있었다.

## 제2차 세계대전
레더는 1939년 대제독(Großadmiral)에 임명되었다. 이는 독일 제국 해군을 건설한 알프레트 폰 티르피츠 이후로 처음 대제독 자리에 오른 것이다. 이해에 독일이 폴란드를 침공함으로써 제2차 세계대전이 발발하였다. 그는 독일 해군을 영국 공군의 폭격으로부터 보호하기 위해 미리 선수를 쳐서 덴마크와 노르웨이를 점령하자는 베저위붕 작전을 제안하였다. 프랑스와 영국을 앞서 선수를 친 이 작전은 성공적으로 끝났다.
레더는 영불해협에서 독일의 제공권과 제해권에 대한 확신이 없었기 때문에 영국에 대한 바다사자 작전을 강하게 반대하였다. 그는 그보다는 유보트를 늘려 영국을 해상봉쇄하여 서서히 고사시키려는 전략을 선호하였다. 식민지와 영국을 잇는 해상로를 봉쇄하기 위해, 지중해와 북아프리카, 몰타, 중동을 전략적으로 중시했다.  그래서 영국과 식민지를 잇는 통로인 지브롤터, 카나리아 제도, 수에즈 운하 등을 탈취하면 영국은 대전에서 탈락할 것이라고 생각했다. 그는 이를 히틀러에게 상신했으나 히틀러는 이에 대해 별로 주의를 기울이지 않았다. 레더의 우려는 영국 전투에서 현실로 다가왔고, 독일군은 하늘과 바다에서 모두 영국에 주도권을 넘겨주어 바다사자 작전은 실패했다.
영국 정복에 실패한 히틀러는 소련을 공격하는 바르바로사 작전으로 눈을 돌렸다. 레더는 이에 대해서도 강하게 반대했고, 히틀러가 소련체제의 제거에만 매달린 나머지 전략적으로 세계정세를 보지 못한다고 생각했다.

## 사임과 은퇴
이후 영국해군과 벌어진 여러개의 해전, 특히  바렌츠 해전에서 독일 함대가 패한 반면, 되니츠의 유보트 전대는 큰 전과를 올리게 되자 히틀러의 신임은 그에게서 멀어져갔다. 1943년 1월 그는 독일해군 총감으로 강등되었다. 레더는 히틀러에게 사과와 함께 사표를 냈고, 히틀러는 즉각 수리하여 되니츠가 1943년 1월 30일 해군 총사령관에 임명되었다. 그는 1944년의 7월의 히틀러 암살 미수 사건에 가담한 것으로 의심을 받았으나, 사건 직후에 그는 라스텐부르크로 히틀러를 찾아와 그의 변함없는 충성을 히틀러에 맹세하였다.

## 전후
독일이 항복한 이후, 레더는 전범으로 체포되었고, 종신형을 선고받았다. 이후 1955년 건강을 이유로 석방되었다. 이후 자서전을 펴내기도 하고 1960년 11월 6일 사망하였다.